# 茅野蕭々

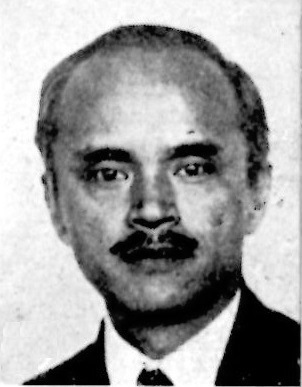
茅野蕭々

茅野 蕭々（ちの しょうしょう、1883年3月18日 - 1946年8月29日）は、日本のドイツ文学者、詩人、翻訳家。本名は茅野 儀太郎、号は暮雨。妻は歌人の茅野雅子（旧姓：増田）。

## 経歴
長野県諏訪郡上諏訪村（現諏訪市）出身。諏訪郡立実科中学校、第一高等学校を経て、1908年東京帝国大学独文科卒業。同科の同級生に小宮豊隆、小牧健夫、1年上に成瀬無極、一年下に小野秀雄がいた。第三高等学校教授、慶應義塾大学教授、日本女子大学教授を歴任した。
旧制一高在学中から与謝野鉄幹が主宰する新詩社の『明星』同人として短歌、詩、評論等を寄せ、妻雅子とともに活躍した。「蕭々」は与謝野鉄幹から与えられたペンネームである。『明星』廃刊後は、森鷗外、与謝野鉄幹らの『スバル』で活躍した。
リルケ、ゲーテその他の翻訳書が多数ある。
茅野は当時、与謝野晶子、山川登美子とともに『明星』に短歌を寄せ活躍していた3歳年上の増田雅子に熱烈な求婚をし、親の反対を受けた雅子が日本女子大の卒業を待って、絶縁覚悟で大学生の蕭々と結婚した。
戦時中は日本文学報国会外国文学部会長であった。1945年東京大空襲で被災して顔面に火傷を負い、翌1946年失意のうちに脳溢血で急死し、雅子も後を追うごとく4日後に病死した。墓所は雑司ヶ谷霊園。

## 著書
- 『世界文学思潮』（日進堂） 1925
- 『ゲョエテ研究』（第一書房） 1932
- 『ゲョエテと哲学』（第一書房） 1936
- 『獨逸浪漫主義』（三省堂） 1936
- 『朝の果實』（茅野雅子共著、岩波書店） 1938：随筆集

## 翻訳
- 「人形つかひ」（シユトルム、家庭読物刊行会、『世界少年文学名作集』） 1919
- 「兄と妹」（エエブネル・エツシエンバツハ、家庭読物刊行会、『世界少年文学名作集』） 1921
- 『独逸戯曲集』（玄文社出版部） 1923
- 『闖入者』（メエテルリンク、近代劇大系刊行会、近代劇大系10） 1923
- 『ダマスクスへ』（ストリントベルク、岩波書店、ストリントベルク全集1） 1924
- 『令嬢ユリー / 友だち』（ストリントベルク、岩波書店、ストリントベルク全集3） 1924
- 『リルケ詩抄』（リルケ、第一書房） 1927、のち岩波文庫 2008[3]
- 『令嬢ユリエ』（ストリントベルク、岩波文庫） 1927
- 『若いヱルテルの悩み』（ゲヨエテ、岩波文庫） 1928
- 『近代劇全集 第1巻』（第一書房） 1928

「ブランド」「ペエア・ギユント」（ヘンリック・イプセン）
- 『世界大思想全集 十九世紀文学主潮史9』（ゲーオア・ブランデス、春秋社） 1930
- 『近代劇全集 第5巻』（第一書房） 1927

「グラィヒェン伯爵」「ピグマアリオン」（シュミットボン）
- 『近代劇全集 第11巻』（第一書房）

「海戦」（ゲョエリンク）、「緑の鸚哥」（シュニッツレル）
- 『絵なき絵本』（アンデルゼン、岩波文庫） 1934
- 『母の歌と愛撫の歌』（フリードリッヒ・フレョエベル、岩波書店） 1934
- 『ゲヨエテファウスト』（岩波書店） 1936
- 『緑の鸚鵡 一幕の猟奇劇』（シュニッツレル、岩波文庫） 1936
- 「戯曲 マリア・スチュアルト」（シラー、冨山房、『シラー選集 第5巻』） 1942

## 論文
- 詩歌の根本疑を解く（明星、明治40年7月号）
- 詩歌の本質（明星、明治41年4月号）